# Вымазал, Франтишек
Франтишек Вымазал (6 ноября 1841, Тополани, Австрийская империя (ныне район Вишков, Южноморавского края Чешской Республики) — 6 апреля 1917, Брно, Австро-Венгрия) — чешский учёный-лингвист, филолог, полиглот, редактор учебников по языку и истории, разговорных пособий, переводчик с русского и немецкого языков.

## Биография
Родился в бедной семье близ Вишкова. Формального образования не получил, самоучка.
Работал корректором в Моравской акционерной типографии в Брно. Из-за тяжёлой работы в типографии позже потерял зрение. Языковая педагогика и другая литературная деятельность были для него лишь хобби.
Автор широко используемой серии простых в изучении языковых учебников под названием «Snadno a rychle» (чеш. быстро и легко). В своих учебниках изложил основы более чем тридцати языков, в том числе турецкий, иврит, литовский, а также богемский цыганский.
Его учебники, особенно знаменитая серия «Легко и быстро», рассчитанная на самоучек, основывались на оригинальной системе обучения — ученик должен был выучить короткие предложения-примеры, с помощью которых он должен был освоить грамматику и словарный запас. Словарный запас никогда не объяснялся и не преподавался отдельно, а только на примерах предложений из практической жизни. Эти примеры предложений, которые ученик должен был выучить наизусть, были разделены на отдельные задания (их в каждом учебнике было несколько десятков, чаще всего от двадцати до пятидесяти, каждое задание было посвящено определенному языковому явлению) и сопровождалось очень кратким и понятным теоретическим объяснением грамматики и, возможно, другими практическими заданиями. В отличие от практик современных учебников по языку, эти примеры предложений намеренно не образовывали связный текст, ученику приходилось запоминать их отдельно.
Чтобы сделать материал особенным и повысить интерес учащихся, Вымазал часто использовал различные афоризмы, интересные факты, анекдоты или примеры из литературных произведений на данном языке, которые он включал в свои учебники. Он также очень часто критиковал «школьный» метод обучения языку, который считал излишне сложным, скучным и не учитывающим психологию обучения, которой он сам прекрасно владел. Иногда он даже почти «обманывал» ученика ради своего благополучия, например, когда легко и быстро «маскировал» в учебнике французского языка более сложный материал (в частности, спряжение глагола avoir) на более легкий (глагол отрицательный), а более сложный материал объяснял как бы между прочим, хотя и подробно, чтобы не отбить у ученика интерес. Иногда он добавлял этимологические примеры для облегчения понимания, сравнивал толкования слов и языковых явлений с другими языками, особенно с латынью и немецким языком .
Книги Вымазала широко использовались в довоенной Австро-Венгрии, некоторые из них были переведены на немецкий язык. Он также написал цикл коротких, в основном сатирических, афоризмов в стиле Вольтера под названием «Zrnka» (Зёрна), некоторые из которых до сих пор иногда цитируются.
Погиб в дорожно-транспортном происшествии, попав под трамвай из-за своей слепоты. Похоронен на Центральном кладбище Брно.